# Angela Piskernik
Angela Piskernik (27 d'agost de 1886 – 23 de desembre de 1967) va ser una botànica i conservacionista austro-iugoslava. Va ser la primera conservacionista professional d'Eslovènia.

## Biografia
Piskernik va néixer a Bad Eisenkappel, al sud de Caríntia, estat federat que es va mantenir dins d'Àustria després de la Primera Guerra Mundial. Va obtenir el doctorat en botànica a la Universitat de Viena. D'entre els seus professors hi havia el botànic Hans Molisch. Va treballar pel museu provincial a Ljubljana i va donar classes a diverses escoles de secundària.
Com a dona eslovena amb consciència nacional, va ser activa al plebiscit de Caríntia i en un club de migrants. L'any 1943 fou detinguda i empresonada al camp de concentració Nazi de Ravensbrück. L'escriptora austríaca Maja Haderlap la menciona a la novel·la autobiogràfica Engel des Vergessens (Àngels de l'oblit).
Després del 1945 esdevingué la directora del Museu d'Història Natural a Ljubljana i va treballar en conservació de la natura. En concret, va dedicar els seus esforços a renovar i protegir el Jardí Botànic Alpí de Juliana i el Parc Nacional de Triglav.
Durant els anys 60 va encapçalar la delegació Iugoslava de la Comissió Internacional per a la Protecció dels Alps (CIPRA) i va proposar la creació d'un parc natural transnacional amb Àustria als Alps de la Savinja i de Karavanke. Tanmateix, aquest parc bilateral mai es va crear. Avui dia, aquesta àrea forma part del Cinturó Verd Europeu. Va morir l'any 1967 a Ljubljana.
El 2019, Piskernik va ser honorada amb un segell commemoratiu emès a Eslovènia.

## Escrits
- Jugoslovansko-Avstrijski visokogorski park (predlog za zavarovanje) (conté un resum en anglès: Yugoslav-Austrian high mountain park (proposition for protection)) (1965), Varstvo narave 4, pp. 7-15.